# Buvvanahalli, Hospet
Buvvanahalli là một làng thuộc tehsil Hospet, huyện Bellary, bang Karnataka, Ấn Độ.